# فيليب لودفيش فون زايدل
فيليب لودفيش فون زايدل هو عالم رياضيات ألماني. قد ينسب إليه المفهوم الأساسي في التحليل والمتمثل في التقارب المنتظم.